# Weston Green
Weston Green – wieś w Anglii, w hrabstwie Surrey, w dystrykcie Elmbridge. Leży 21 km na południowy zachód od centrum Londynu.